# Vittorio Verrengia
Vittorio Verrengia (ur. 12 listopada 1940, zm. 30 listopada 2014) – włoski bokser kategorii ciężkiej.

## Kariera zawodowa
Na zawodowym ringu zadebiutował 5 lutego 1966 r., pokonując Vicky'ego Savo. Do 1968 był zawodnikiem niepokonanym, wygrywając 12. z 17. stoczonych pojedynków. Pokonał m.in. amatorskiego wicemistrza Europy Benito Pennę, wygrywając przez techniczny nokaut w 5. rundzie. Kolejne cztery walki Włocha zakończyły się porażkami. Ostatni raz na zawodowym ringu walczył 26 czerwca 1970 r.
Vittorio Verrengia zmarł 30 listopada 2014, miał 74. lata.